# Mission charismatique internationale
La Mission charismatique internationale (espagnol : Misión Carismática Internacional) est une association chrétienne évangélique internationale d'églises charismatiques. Son siège est une megachurch à Bogota, en Colombie. Son pasteur principal est César Castellanos.  

## Histoire
La Mission a été fondée en 1983 par le pasteur César Castellanos et sa femme  
Claudia Castellanos comme un groupe de prière de 8 personnes. Cette même année, ils ont visité Yoido Full Gospel Church à Séoul pour apprendre comment développer l'église. En 2008, l'église avait plus de 250 000 membres dans le monde, organisés en petits groupes. L'enseignement de l'église est intitulé la Vision G12, qui est basé sur le mentorat de 12 disciples similaires à la méthode de Jésus. Castellanos a déclaré qu'il a été inspiré pour créer le programme de disciple après avoir reçu une vision de Dieu en 1983,.  En 2025, Misión Carismática Internacional compte 25 000 personnes à Bogota.

## Statistiques
Selon un recensement de l’association d’églises en 2022, elle aurait 142 églises.

## Croyances
L'association a une confession de foi charismatique,.

## Critiques
En 2007, Misión Carismática Internacional a été critiquée pour ses méthodes agressives de recrutement. Des manipulations psychologiques et des abus spirituels auraient lieus durant les Encuentro G12, des retraites spirituelles d’un week-end .